# Slaget på Trastfältet
Slaget på Trastfältet var ett fältslag som utkämpades den 15 juni 1389 mellan Osmanska riket under sultan Murad  I med vasaller och Moraviska Serbien under prins Lazar Hrebeljanović med allierade på Trastfältet, en långsträckt högslätt i nuvarande Kosovo. Det råder delade meningar om slagets utgång, då båda sidor har tillskrivits segern eller att slaget var oavgjort. 
Serberna förlorade nästan hela sin adel och militärledning, vilket i längden ledde till att Serbien kunde erövras av osmanerna. Lazars svärson Obilić lyckades dräpa sultan Murad och Lazar tillfångatogs och avrättades.

## Bakgrund
Från 1300-talets början hade de osmanska turkarna successivt utsträckt sitt rike västerut, gjort den bysantinske kejsaren till en vasallfurste och erövrat delar av östra Balkan. 
Efter att den serbiske tsaren Stefan Uroš IV Dušan hade avlidit 1355, var Serbien alltför svagt och splittrat för att kunna stå emot den osmanska expansionen. Murad I, det osmanska rikets sultan från 1359, krossade år 1371 de sydserbiska furstarnas förenade arméer i slaget vid Maritsa. Fortsatta fälttåg gav Murad överhöghet över Makedonien, Bulgarien och Albanien. År 1388 lyckades en allians av nordserbiska och bosniska styrkor tillfälligt hindra turkarna, men redan året därpå kunde Murad anfalla direkt riktat mot Serbien.

## Slaget

Karta över slaget på Trastfältet.

På Trastfältet hade mellan 15 000 och 25 000 man, främst serber under Lazar Hrebeljanović och andra furstar, och bosniaker under Vlatko Vuković (även trupper som bestod av inhyrda tyska legoknektar), samlats under prins Lazars befäl för att möta sultanens armé på mellan 30 000 och 40 000 man, där även bosniska, bulgariska och grekiska vasallstyrkor ingick. 
Sultan Murad mördades under striden. Där finns två olika teorier hur mordet har gått till. Den serbiska legenden säger att han blev knivhuggen av Lazars ene svärson, Miloš Obilić, som genom att låtsas vara överlöpare ska ha tagit sig in i osmanernas läger. Under förevändning att vilja betyga sin lojalitet blev han insläppt i sultanens tält, där han istället högg ihjäl denne med en förgiftad dolk. Den turkiska legenden lyder att Obilić spelade död på slagfältet och när sultan Murad efter slaget triumferade på slagfältet blev han överraskad av Obilić som lyckades springa fram och döda honom med en dolk. Enligt den serbiska legenden så gick de kristna till attack i den villervalla som därefter uppstod och fick övertaget. Sultanens son Bayezid lyckades dock snart häva förvirringen och slå tillbaka mot serberna. Enligt legenden skall denna vändning i striden ha berott på att Lazars andre måg, Vuk Branković, blev förrädare och retirerade med sin styrka, bestående av flera tusen man. Efter slaget avrättades den tillfångatagne Lazar liksom flertalet övriga serbiska krigsfångar som hämnd för mordet på Murad.
Den militära taktiska utgången av slaget var i mångt och mycket oavgjord, även om osmanerna retirerade för att återsamla sina trupper söderut, men sedan Serbien förlorat en stor del av sin maktelit då många adelsmän stupade i slaget rådde det brist på ledarskap. Motståndet blev därför svagare när osmanerna följande år fortsatte sitt fälttåg norrut, och Serbien blev 1459, efter långvariga strider vasallstat till Osmanska riket.

## Legenden
Varje vår blommar blodröda pioner på Trastfältet. Enligt en serbisk legend har de vuxit ur det blod som spilldes av serbiska soldater under slaget. De används som symbol för slaget och för den serbiska nationalismen.
Slaget har också skildrats i många episka dikter, sagor och sånger som påverkat serbisk nationalism och samhörighet. Slaget var och är också ett populärt motiv för de nationalromantiska målningar som skapades främst under 1800-talet och början på 1900-talet. Det troligen mest kända exemplet är Kosovojungfrun (serbiska: Kosovka Devojka) av Uroš Predić.